# Société pour une autre politique
Le Sabiedrība citai politikai (en letton, SCP, « Une autre politique publique ») est un parti politique letton, de type social-libéral, fondé en 2008. Il compte 2 députés sur 100 et son leader est Aigars Štokenbergs.